# Viișoara Mică, Botoșani
Viișoara Mică este un sat în comuna Viișoara din județul Botoșani, Moldova, România.
 Acest articol despre o localitate din județul Botoșani este deocamdată un ciot. Puteți ajuta Wikipedia prin completarea lui.